# Waisai
Waisai is een stad (kota) aan de zuidkust van het eiland Waigeo. Waigeo ligt op de evenaar voor de kust van de Vogelkop, het uiterste noordwesten van Nieuw-Guinea. De stad ligt in het westen van de Indonesische provincie West-Papoea (Papua Barat Daya) en is het bestuurlijke centrum van de Raja Ampat-eilanden. Het is een verkeersknooppunt voor reizigers die deze eilandengroep bezoeken. Er is een vliegveld dat bereikbaar is via grotere plaatsen in de buurt zoals Manado en Sorong. Er is ook een veerdienst met Sorong. Er zijn diverse toeristische voorzieningen met twee stranden en centra voor sportduikers.

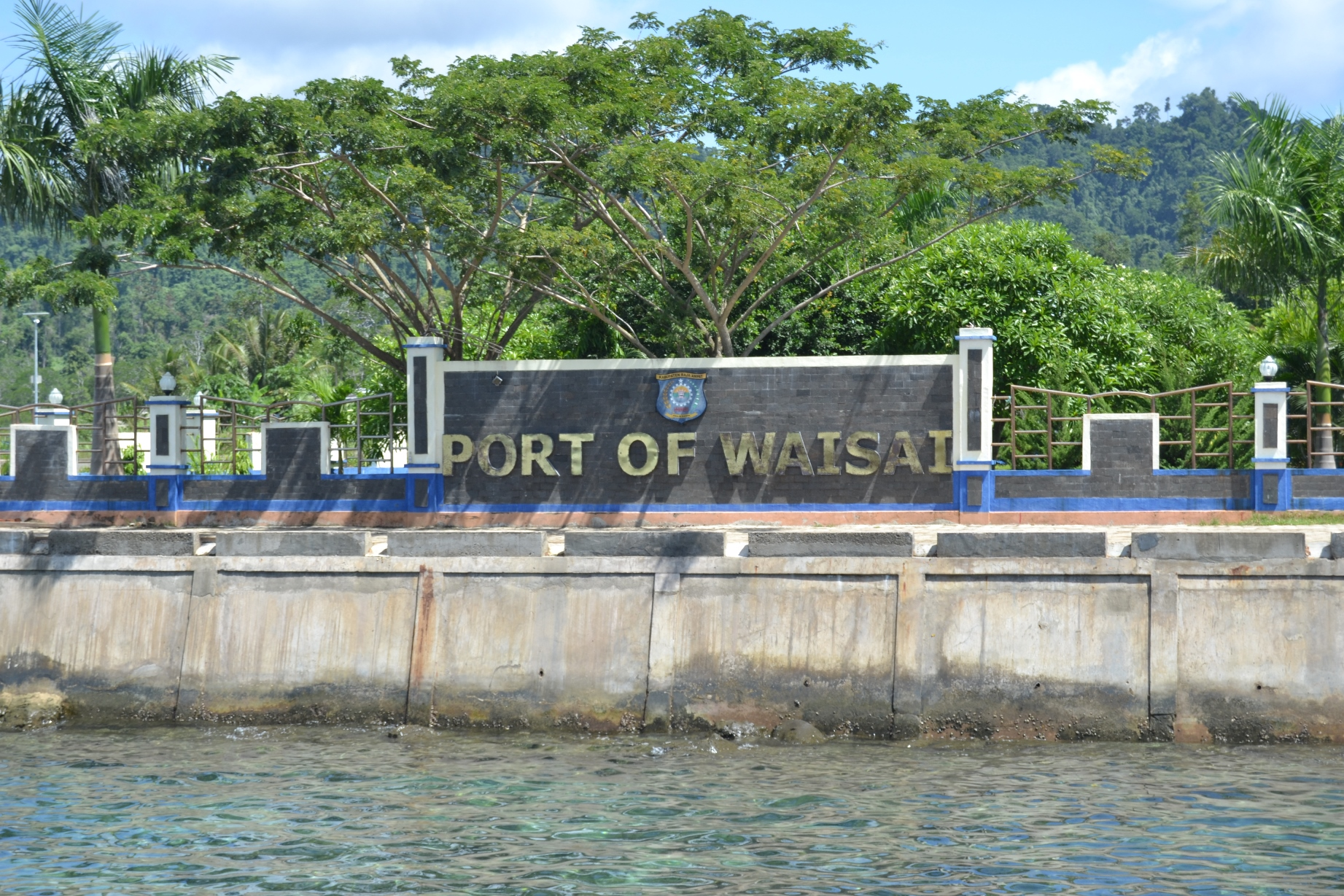
Haven van Kota Waisai